# 12 (getal)
Twaalf is een natuurlijk getal. Het is 1 meer dan elf en 1 minder dan dertien. In het decimale stelsel wordt dit getal geschreven als 12: één maal tien plus twee.

## Astrologie
- De dierenriem kent twaalf tekens.

## Cultuur

### Religie
- In het boek Jona wordt 12 als getal van volmaaktheid aangehaald in hoofdstuk 4 vers 11: "En zou Ik dan niet begaan zijn met Nineve, de grote stad, waar zoveel mensen wonen, meer dan twaalf tienduizendtallen mensen, die het verschil tussen hun rechterhand en hun linkerhand niet weten, en ook nog zoveel dieren?" Het getal 12 als het getal van perfectie vermenigvuldigd met 10.000 (in het Hebreeuws het hoogste getal met een eigennaam, dus te interpreteren als volledigheid) duidt dus op de mensheid. Dit wijst dan weer op het universalisme van de schrijver en Gods macht.
- Jakob had 12 zonen, de voorvaders van de Twaalf stammen van Israël.
- Jezus had twaalf apostelen die nadrukkelijk genoemd worden als 'binnenste kring'.
- Twaalf Imams

### Mythes en legendes
- De twaalf moeilijke opdrachten die de Griekse held Hercules onsterfelijk maakten.
- De twaalf Olympische goden uit de Griekse mythologie.
- De twaalf ridders aan de ronde tafel in Koning Arthurs kasteel.
- De twaalf heilige heuvels van Imerina uit de Malagassische legendes in Madagaskar.

### Verhalen
- sprookjes:
  - De twaalf luie knechten
  - De twaalf broeders
  - De twaalf jagers
- boeken:
  - De twaalf rovers
  - Twaalf sloeg de klok
- audiovisueel:
  - The Dirty Dozen (De twaalf veroordeelden), oorlogsfilm
  - De twaalf, Vlaamse televisieserie
- hoorspel:
  - De twaalf maagden

## Dagelijks leven
- De hoogste uuraanduiding op een (analoge) wijzerklok.
- Twaalf uur in de nacht wordt zowel als 24.00 als 0.00 uur geschreven.
  - (Maar die twee zijn niet hetzelfde. Bijvoorbeeld: 31 december 24:00 = 1 januari 00:00.)
- Twaalf is de hoogste worp bij spellen met twee dobbelstenen.
- Een twaalfstappenprogramma kan gebruikt worden om van een verslaving of gedragsproblemen af te komen.
- Twaalf druiven is een Spaanse oudejaarstraditie.

## Muziek
- Een octaaf bestaat in de gelijkzwevende stemming uit 12 halve toonafstanden.
- 12-snarige gitaar

## Natuur
- Twaalf is het atoomnummer van magnesium.
- De sterkste wind in de schaal van Beaufort, orkaan-kracht.
- De E-reeks bevat 12 waarden per decade.
- De twaalfvingerige darm is het begin van de dunne darm.
- De rotsenrij De Twaalf Apostelen (Australië).

## Numerologie
- Het getal twaalf wordt wel als het getal van perfectie gezien. Dit heeft waarschijnlijk ermee te maken dat 12 oorspronkelijk als grondtal werd beschouwd. Er zijn 12 maanden, 12 apostelen 12 uren per half etmaal enz. Omdat 3 en 4 volgens de christelijke leer beide heilige getallen zijn, is het product hiervan net als de som zeven extra heilig, dus perfect.
- Dat 12 als grondtal gekozen is, heeft te maken met de deelbaarheid van het getal. Het is behalve deelbaar door 1 en zichzelf - zoals alle gehele getallen - deelbaar door 2, 3, 4 en 6, dus door de eerste vier getallen. Ons huidige grondtal 10 is verder alleen deelbaar door 2 en 5.

## Politiek

De Europese vlag met 12 sterren

- De twaalf sterren op de vlag van Europa.
- De twaalf provincies van Nederland.
- De Ionische en Etruskische Twaalfstedenbond uit  de oudheid.
- Het Twaalfjarig Bestand tussen de Republiek der Zeven Verenigde Nederlanden en Spanje van 1609 tot 1621.
- De twaalf apostelen van de SDAP is een benaming voor de oprichters van een voormalige Nederlandse politieke partij.

## Recht
- De Twaalftafelenwet stond aan de basis van het Romeins recht.
- In Engeland, Wales en de Verenigde Staten (maar niet in Schotland) bestaat een jury uit twaalf personen.

## Sport
- De twaalfde Elfstedentocht (1963) wordt beschouwd als de zwaarste ooit.
- De Twaalfstedentocht werd tweemaal geschaatst in Noord-Holland.

## Taal
Twaalf is een hoofdtelwoord. Het woord gaat terug op het Oergermaans: *twalibi, wat een samenstelsel zou zijn van de woorden: *twa (twee) en *libi (over), met de betekenis: twee over (de tien). Net als de Oergermaanse samenstelling "twalibi" is het Engelse "twelve" een samenstelling van "two" (twee) en "left" (over). "Twoleft" werd "twelve".
Twaalf is het hoogste getal dat uit slechts één lettergreep bestaat. Geen enkel Nederlands woord rijmt op twaalf.

## Wiskunde
- Twaalf is een samengesteld getal, het kleinste getal met precies zes delers, te weten 1, 2, 3, 4, 6 en 12. Twaalf is ook een hogelijk samengesteld getal, het volgende is 24.
- Twaalf heeft als priemfactoren twee tweeën en drie.
- Er bestaan vijf regelmatige veelvlakken; één daarvan is een regelmatig twaalfvlak, de dodecaëder. De zijkanten hiervan zijn 12 identieke regelmatige vijfhoeken.
- Twaalf is een vijfhoeksgetal.
- Twaalf is een getal uit de rij van Padovan.
- Het twaalftallig stelsel is een talstelsel dat het getal 12 als basis neemt.